# Giải Mai Vàng 2012
Lễ trao giải Mai Vàng lần thứ 16–2010 do báo Người lao động tổ chức đã diễn ra tại Nhà hát Thành phố Hồ Chí Minh vào lúc 20 giờ (UTC+7) ngày 26 tháng 1, 2013. Chương trình được dẫn dắt bởi MC Phan Anh và ca sĩ Hồ Ngọc Hà và được truyền hình trực tiếp trên kênh VTV9

## Giải thưởng và đề cử
(Đề cử đoạt giải được in đậm)
| Nam ca sĩ nhạc nhẹ | Nữ ca sĩ nhạc nhẹ |
| --- | --- |
| - Đàm Vĩnh Hưng – "Chuyện tình online" - Hồ Trung Dũng – "Gõ cửa thiên đường" - Noo Phước Thịnh – "Xa em" - Hà Anh Tuấn – "Lạc lối" - Dương Triệu Vũ – "Yêu mãi yêu"                                                                                          | - Hồ Ngọc Hà – "Một lần cuối thôi" - Đông Nhi – "Sau mỗi giấc mơ" - Vy Oanh – "Đồng xanh" - Mỹ Tâm – "Trắng đen" - Uyên Trang – "Giấc mơ một chuyện tình”                                                                                          |
| Ca sĩ dòng nhạc âm hưởng dân ca và truyền thống cách mạng | Ca khúc |
| - Thanh Thuý – "Hương thầm" - Quốc Đại – "Điệu buồn trên sông" - Cẩm Ly – "Bìm bịp kêu chiều" - Phi Nhung – "Áo mới Cà Mau" - Uyên Trang – "Ru lại câu hò" | - Lâm Thái Hiền – "Trăng bơ vơ" - Minh Vy – "Bìm bịp kêu chiều" - Nguyễn Đức Cường – "Chuyện tình nhà thơ" - Nguyễn Văn Chung – "Nhật ký của mẹ" - Nguyễn Hồng Thuận – "Vẫn đợi em về"                                                             |
| Diễn viên hài | Nhóm hát |
| - Hoài Linh – Anh chàng giả gái - Xuân Bắc – Táo Quân - Thanh Nam – Bác Ba Phi thời @ - Trấn Thành – Tài tiếu tuyệt | - 365 – "Âm nhạc trong tôi" - MTV – "Cha" - V.Music – "Vẫn đợi em về" |
| Nam diễn viên điện ảnh - truyền hình | Nữ diễn viên điện ảnh - truyền hình |
| - Nhan Phúc Vinh – Sao đổi ngôi (vai Quốc Hưng và Mười Ba) - Phùng Ngọc Huy – Tay chơi miệt vườn (vai Danh) - Hoài Linh – Hello cô Ba! (vai cô Ba) - Đức Tiến – Trở về (vai Hận) - Lý Anh Tuấn – Anh hùng Nguyễn Trung Trực (vai Nguyễn Trung Trực)           | - Ngô Thanh Vân – Ngôi nhà trong hẻm (vai Thảo) - Đinh Ngọc Diệp – Nàng men, chàng bóng (vai Út Chót) - Minh Hằng – Lệ phí tình yêu (vai Hiền Dịu) - Vân Trang – Scandal: Bí mật thảm đỏ (vai Ý Linh) - Thanh Trúc – Hạnh phúc muộn màng (vai Hân) |
| Nam diễn viên sân khấu | Nữ diễn viên sân khấu |
| - Thành Lộc – Vua Thánh triều Lê (vai Lê Thánh Tôn) - Quý Bình – Tình nhân đến với tình nhân (vai Thanh Luân) - Hữu Châu – Vua Thánh triều Lê (vai Nguyễn Lê) - Võ Minh Lâm – Khi rừng mới sang thu (vai Hoàng Phi Hải) - Vũ Luân – Cội nguồn (vai Li Sơn Yu) | - Lê Khánh – Lẩu trăn (vai Hoa) - Trịnh Kim Chi – Làm đĩ (vai Đào Xuân) - Tú Sương – Cội nguồn (vai Kim Su Dang) - Quế Trân – Cơn hồng thủy (vai cô giáo)                                                                                          |
| Người dẫn chương trình truyền hình | Chương trình truyền hình |
| - Bình Minh – Vua đầu bếp - Phan Anh – Giọng hát Việt - Quyền Linh – Vượt lên chính mình - Trấn Thành – Thử thách cùng bước nhảy | - Vượt lên chính mình (HTV) - Lục lạc vàng (VTV) - Ngôi nhà mơ ước (HTV) - Thử thách cùng bước nhảy (VTV) - Vietnam Idol 2012 (HTV) |
| Phim điện ảnh – truyền hình | Vở diễn sân khấu |
| - Anh hùng Nguyễn Trung Trực (truyền hình) - Hạnh phúc muộn màng (truyền hình) - Lấy chồng người ta (điện ảnh) - Tay chơi miệt vườn (truyền hình) - Thiên mệnh anh hùng (điện ảnh)                                                                            | - Vua Thánh triều Lê (Sân khấu kịch Idecaf) - Khi rừng mới sang thu ̣̣(Chương trình Ngân mãi chuông vàng) - Làm đĩ (Nhà hát Kịch Sân khấu nhỏ TPHCM) - Mẹ ơi (Sân khấu Phú Nhuận)                                                                    |

## Khách mời trao giải
| Thứ tự | Khách mời                   | Giải thưởng                                               |
| ------ | --------------------------- | --------------------------------------------------------- |
| 1      | Chi Bảo, Ngô Thanh Vân      | Nam/Nữ diễn viên sân khấu                                 |
| 2      | Lê Hoàng, Phương Thanh      | Diễn viên hài                                             |
| 3      | Quang Dũng, Đặng Thu Thảo   | Nam/Nữ diễn viên điện ảnh - truyền hình                   |
| 4      | NSƯT Thành Lộc, Quỳnh Hương | Người dẫn chương trình truyền hình                        |
| 5      | Đức Trí, Phương Linh        | Nhóm hát                                                  |
| 6      | Minh Thuận, Vân Trang       | Ca sĩ dòng nhạc âm hưởng dân ca và truyền thống cách mạng |
| 7      | Bình Minh, Thanh Hằng       | Nam/Nữ ca sĩ nhạc nhẹ                                     |

## Trình diễn đặc biệt
| Thứ tự | Nghệ sĩ                             | Màn trình diễn                                                  |
| ------ | ----------------------------------- | --------------------------------------------------------------- |
| 1      | Vũ đoàn ABC                         | Tiết mục mở màn (Nhạc: Đức Trí)                                 |
| 2      | Hoàng Bách, Văn Mai Hương           | "A time for us" (Lời việt: Hà Quang Minh)                       |
| 3      | 5 Dòng Kẻ, Vân Trang, Minh Thuận    | "Thiên mệnh anh hùng" (Trích đoạn phim "Thiên mệnh anh hùng")   |
| 4      | Nhóm múa Thử thách cùng bước nhảy   | "Bức tranh showbiz"                                             |
| 5      | Uyên Linh                           | "Ngày em đến" (Sáng tác: Từ Huy)                                |
| 6      | Hồ Trung Dũng, Phương Vy            | "Gõ cửa thiên đường" (Sáng tác: Võ Thiện Thanh)                 |
| 7      | Uyên Linh, Văn Mai Hương, Phương Vy | "Nắng có còn xuân - Hoa xuân ca" (Sáng tác: Đức Trí - Phạm Duy) |